# Mats Rydén
Mats Lennart Edvard Rydén, född 27 augusti 1929 i Åsbo församling, död 14 mars 2025 i Gottsunda distrikt i Uppsala, var en svensk språkvetare och professor i engelska. 

## Biografi
Rydén var född och uppvuxen i Åsbo i nuvarande Boxholms kommun samt var son till kantorn och sedermera rektor Sam Rydén och folkskolläraren Elin Rydén, född Johansson. Rydén avlade 1950 studentexamen vid Motala högre allmänna läroverk, 1954 filosofisk ämbetsexamen vid Uppsala universitet, 1962 filosofie licentiatexamen och disputerade 1966 för filosofie doktorsgrad vid Uppsala universitet på avhandlingen Relative constructions in early sixteenth century English: with special reference to Sir Thomas Elyot. Åren 1966–1984 var han lektor och docent vid Stockholms universitet och 1985–1989 professor i engelska vid Umeå universitet, därefter 1989–1995 professor i engelska vid Uppsala universitet.
Rydén studerade drag i engelsk syntax från 1500-talet och framåt, till exempel relativsatser samt be och have som hjälpverb. Han skrev också om växtnamn, bland annat om dem som förekommer i Shakespeares skådespel. Det botaniska intresset har avspeglats i forskning kring både engelsk och svensk tidig botanisk nomenklatur på modersmålet liksom kring tidiga engelska och svenska botaniker.
Vid sidan av intresset för språkvetenskap hade Rydén intresse för Åsbo socken och dess historia med bland andra Atterbom och hembygdens natur. Bland annat inventerade han Åsbo sockens kärlväxtflora.
I början av 1950-talet tillhörde Rydén landets sprinterelit och blev 1951 svensk och nordisk Akademisk mästare (AM)  på 100 m och år 1952 svensk AM på 100 m samt Östgötamästare på 100 och 200 m.